# Косумель (муниципалитет)
Косуме́ль (исп. Cozumel) — муниципалитет в Мексике, штат Кинтана-Роо, с административным центром в городе Сан-Мигель-де-Косумель. Расположен на одноимённом острове. Численность населения, по данным переписи 2020 года, составила 88 626 человек.

## Общие сведения
Название Cozumel с майяского языка можно перевести как — остров ласточек.
Площадь муниципалитета равна 488 км², что составляет 1,1 % от площади штата, а наиболее высоко расположенное поселение Ранчо-Паломо, находится на высоте 10 метров.
Так как муниципалитет расположен на острове, физических границ с другими муниципалитетами штата не имеет, но существует морское сообщение с муниципалитетами Солидаридад, Тулум и Бенито-Хуарес. Омывается водами Карибского моря.

## Учреждение и состав
Муниципалитет был образован в 1974 году при создании штата Кинтана-Роо. В 1993 году территория континентальной части была преобразована в отдельный муниципалитет Солидаридад.
По данным 2020 года в состав муниципалитета входит 144 населённых пункта, самые крупные из которых:
| Код INEGI                  | Населённый пункт                                                                                             | Численность населения (2005 год) | Численность населения (2010 год) | Численность населения (2020 год) |
| -------------------------- | --- | -------------------------------- | -------------------------------- | -------------------------------- |
| 001                        | Всего | 73193                            | 79535                            | 88626                            |
| 0001                       | Сан-Мигель-де-Косумель (исп. San Miguel de Cozumel) 20°30′14″ с. ш. 86°57′27″ з. д. (административный центр) | 71401                            | 77236                            | 84519                            |
| 0932                       | Лас-Финкас (исп. Las Fincas) 20°29′53″ с. ш. 86°54′58″ з. д.                                                 | 282                              | 746                              | 1403                             |
| 0891                       | Ранчитос (исп. Ranchitos) 20°28′58″ с. ш. 86°54′39″ з. д.                                                    | 19                               | 75                               | 761                              |
| 0858                       | Сан-Фернандо (исп. San Fernando) 20°28′55″ с. ш. 86°55′15″ з. д.                                             | 113                              | 211                              | 505                              |
| 0999                       | Ла-Эсперанса (исп. La Esperanza) 20°28′17″ с. ш. 86°54′33″ з. д.                                             | —                                | —                                | 434                              |
| 0426                       | Ла-Эстрелья (исп. La Estrella) 20°28′41″ с. ш. 86°54′34″ з. д.                                               | 73                               | 154                              | 181                              |
| 0754                       | Уэрто-Фамильяр (исп. Huerto Familiar) 20°28′24″ с. ш. 86°58′10″ з. д.                                        | 77                               | 104                              | 152                              |
| —                          | Прочие | 1228                             | 1009                             | 671                              |
| Названия на карте Генштаба | |                                  |                                  |                                  |

## Природа
Несмотря на то, что от континента остров отделён нешироким проливом, на Косумеле имеется около десятка видов эндемиков (Chlorostilbon forficatus, Reithrodontomys spectabilis, Toxostoma guttatum, косумельский енот, Vireo bairdi и др.).

## Экономическая деятельность
По статистическим данным 2000 года, работоспособное население занято по секторам экономики в следующих пропорциях:
- сельское хозяйство и животноводство и рыбная ловля — 2 %;
- промышленность и строительство — 16,5 %;
- торговля, сферы услуг и туризма — 79,5 %;
- безработные — 2 %.

## Инфраструктура
По статистическим данным 2020 года, инфраструктура развита следующим образом:
- электрификация: 99,5 %;
- водоснабжение: 94,5 %;
- водоотведение: 99,5 %.

## Фотографии

Восточная оконечность острова
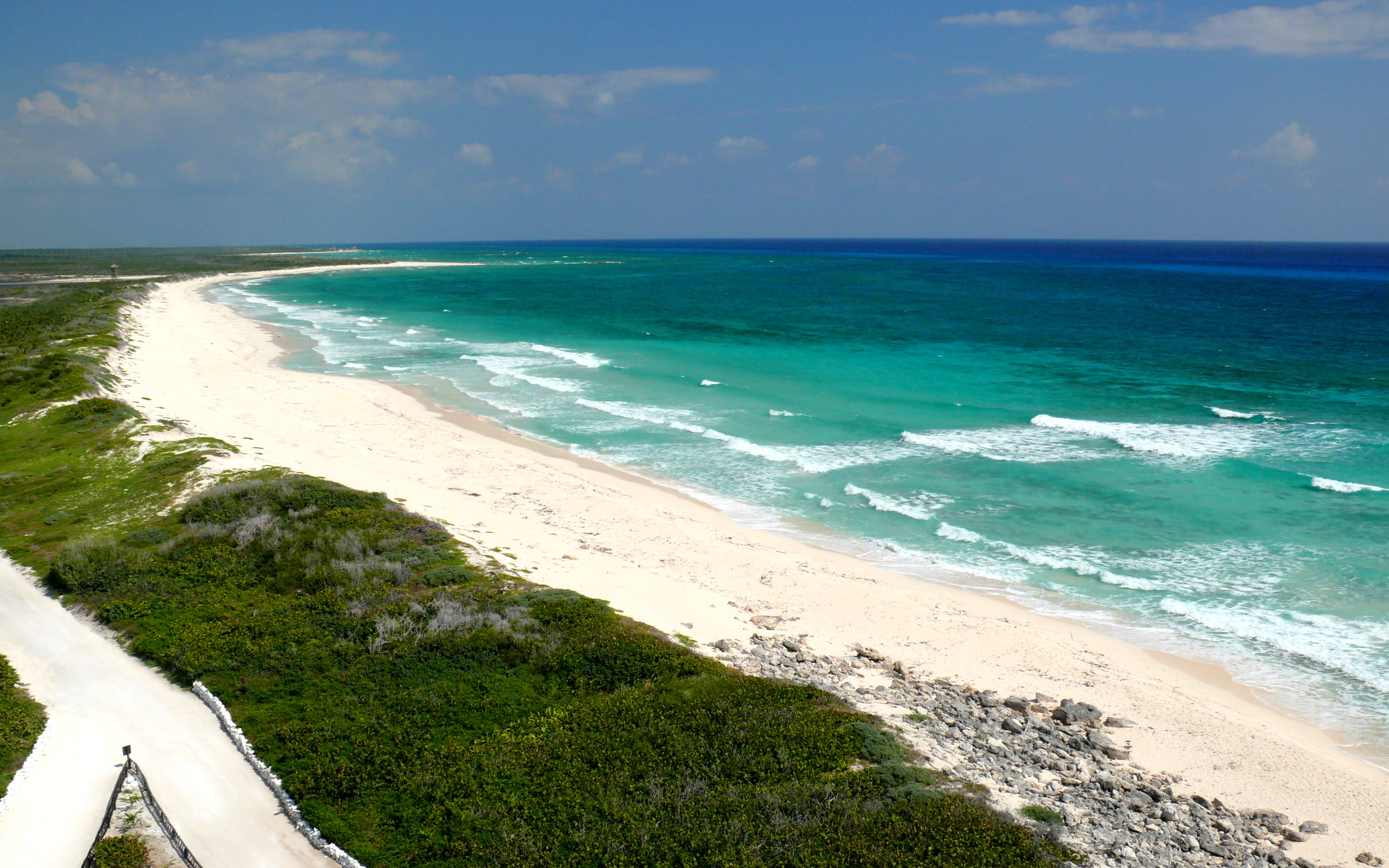
Южное побережье острова
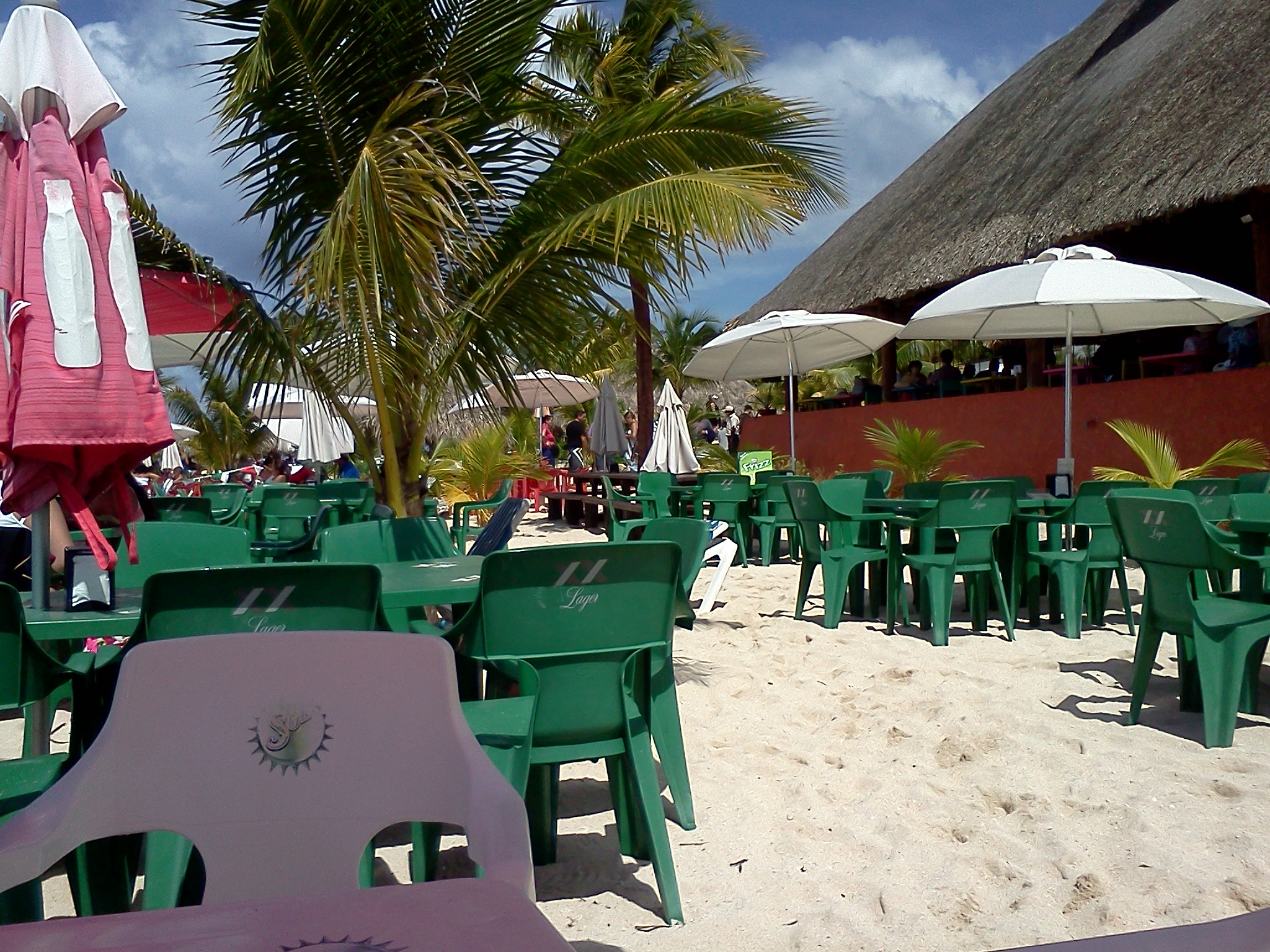
Пляжный ресторан